# دیاترمی
دیاترمی (انگلیسی: Diathermy)

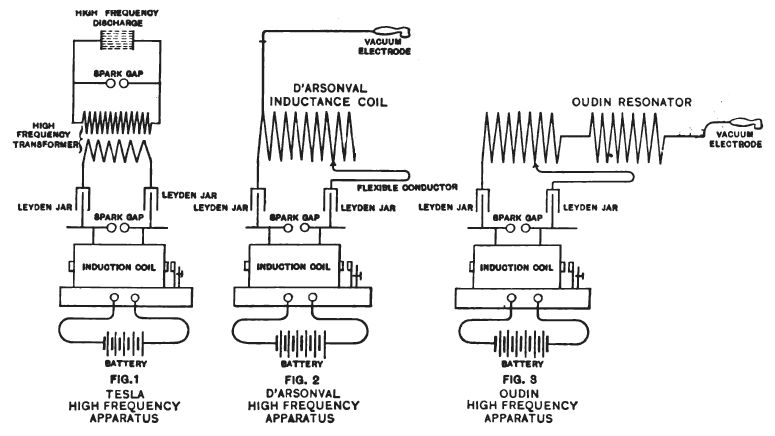
مدارهای الکتروتراپی Tesla D'Arsonval و Oudin.

دیاترمی تحریک الکتریکی، گرمایی یا استفاده از جریان‌های الکترومغناطیسی فرکانس بالا به عنوان شکلی از درمان فیزیکی و در رویه جراحی‌ها می‌باشد. اولین بررسی‌های انجام شده بر روی تأثیر جریان‌های الکترومغناطیس فرکانس بالا بر روی اعضای بدن توسط ژاک-آرسن د آرسنوال صورت گرفته‌است.
پزشک آلمانی Karl Franz Nagelschmidt پیشگام در این عرصه اصطلاح diathermy از دو کلمه یونانی dia و θέρμη therma، که به معنی "heating through" (گرم‌سازی ازطریق) را برای توصیف این روش کار برد.
دیاترمی عموماً برای آرام سازی عضلات و به وجود آوردن گرمای عمقی در بافت برای اهداف درمانی در پزشکی به کار می‌رود. دیاترمی در فیزیوتراپی برای رساندن مستقیم گرمای مناسب به نقطهٔ آسیب دیده در بافت‌های عمیق بدن به کار برده دمی شود.
دیاترمی به سه روش تولید می‌شود؛ اولتراسوند (امواج فراصوت) «دیاترمی فراصوت»، فرکانس‌های رادیویی کوتاه موج در بازه 1–100 MHz، «دیاترمی موج کوتاه» و امواج ریزموج معمولاً 915 MHz یا 2.45 GHz «دیاترمی مایکرویو». این روش‌ها در توانایی میزان نفوذ با هم تفاوت دارند. دیاترمی آثار فیزیکی نشان می‌دهد و طیفی از پاسخ‌های فیزیولوژی را نتیجه می‌دهد.
همین روش‌ها برای به وجود آوردن دماهای بالاتر در بافت‌ها برای از بین بردن نئوپلاسم (سرطان و تومورها)، زگیل و بافت‌های عفونی به کار می‌رود که گرماافزایی
فزون‌گرما درمانی نامیده می‌شود. در جراحی از دیاترمی برای سوزاندن رگ‌های خونی برای جلوگیری از خونریزی بیش از حد استفاده می‌شود. این روش در جراحی مغز و اعصاب و جراحی چشم بسیار حائز اهمیت است.

## تاریخچه
مهندس آمریکایی-صربی نیکولا تسلا اولین بار حدود سال ۱۸۹۱ به قابلیت جریان‌های فرکانس بالا در تولید گرما پی برد و استفاده آن را در پزشکی توصیه کرد. تقریباً همان زمان پزشک و زیست‌شناس فرانسوی ژاک-آرسن د آرسنوال اولین پژوهش‌های نظام‌مند درباره اثر جریان متناوب AC روی بدن انجام داد و دریافت که فرکانس‌های بالای 10 کیلوهرتز فقط باعث گرم‌شدن می‌شوند نه واکنش‌های فیزیکی شوک الکتریکی. او همچین سه روش را که برای واردکردن جریان فرکانس بالا به بدن استفاده می‌شدند را ایجاد کرد؛ الکترود‌های تماسی، بشقاب‌های خازنی و سیم پیچ القایی.